# Défilé de la Victoire

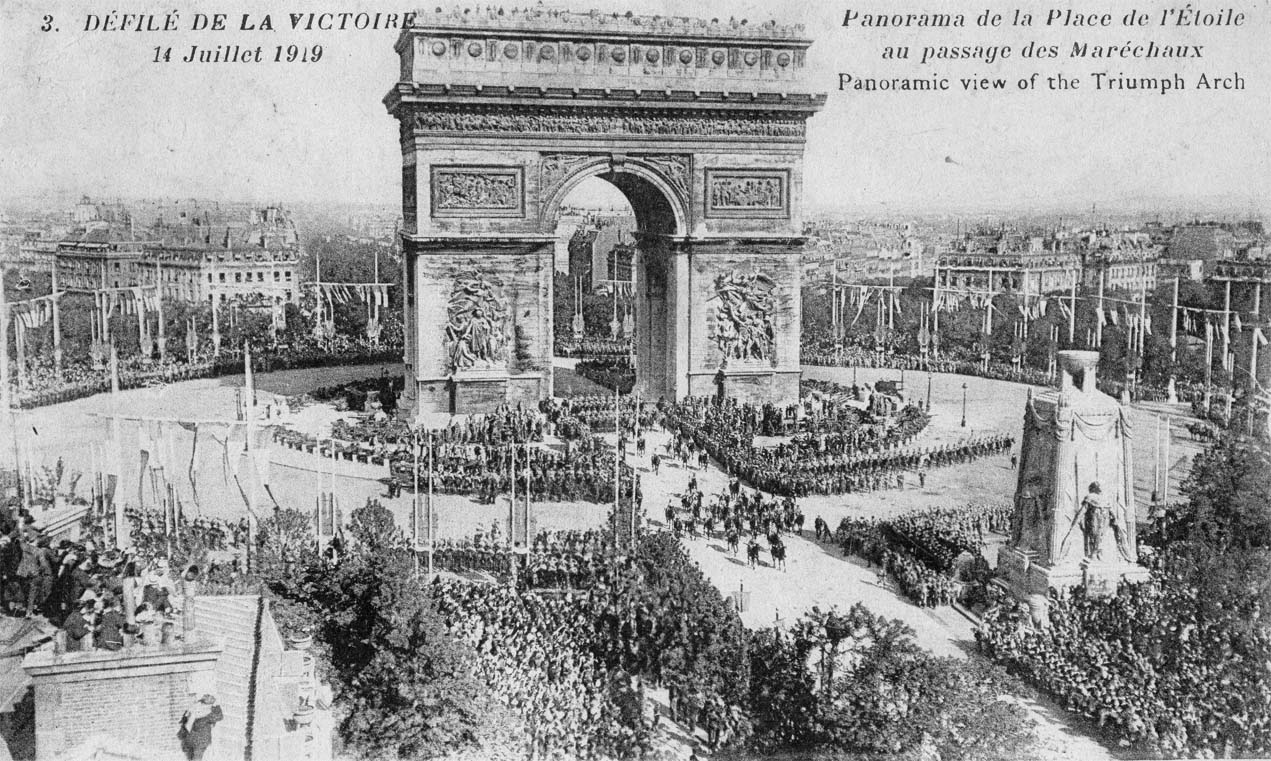
Defilada pod Łukiem Triumfalnym

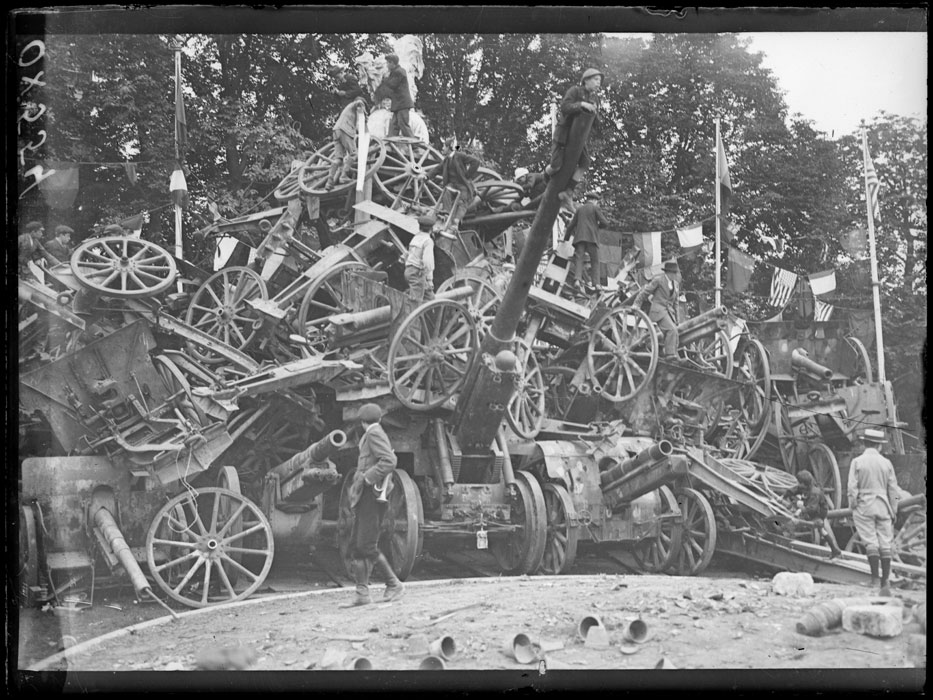
Zdobyczne niemieckie armaty ułożone w stos z okazji defilady

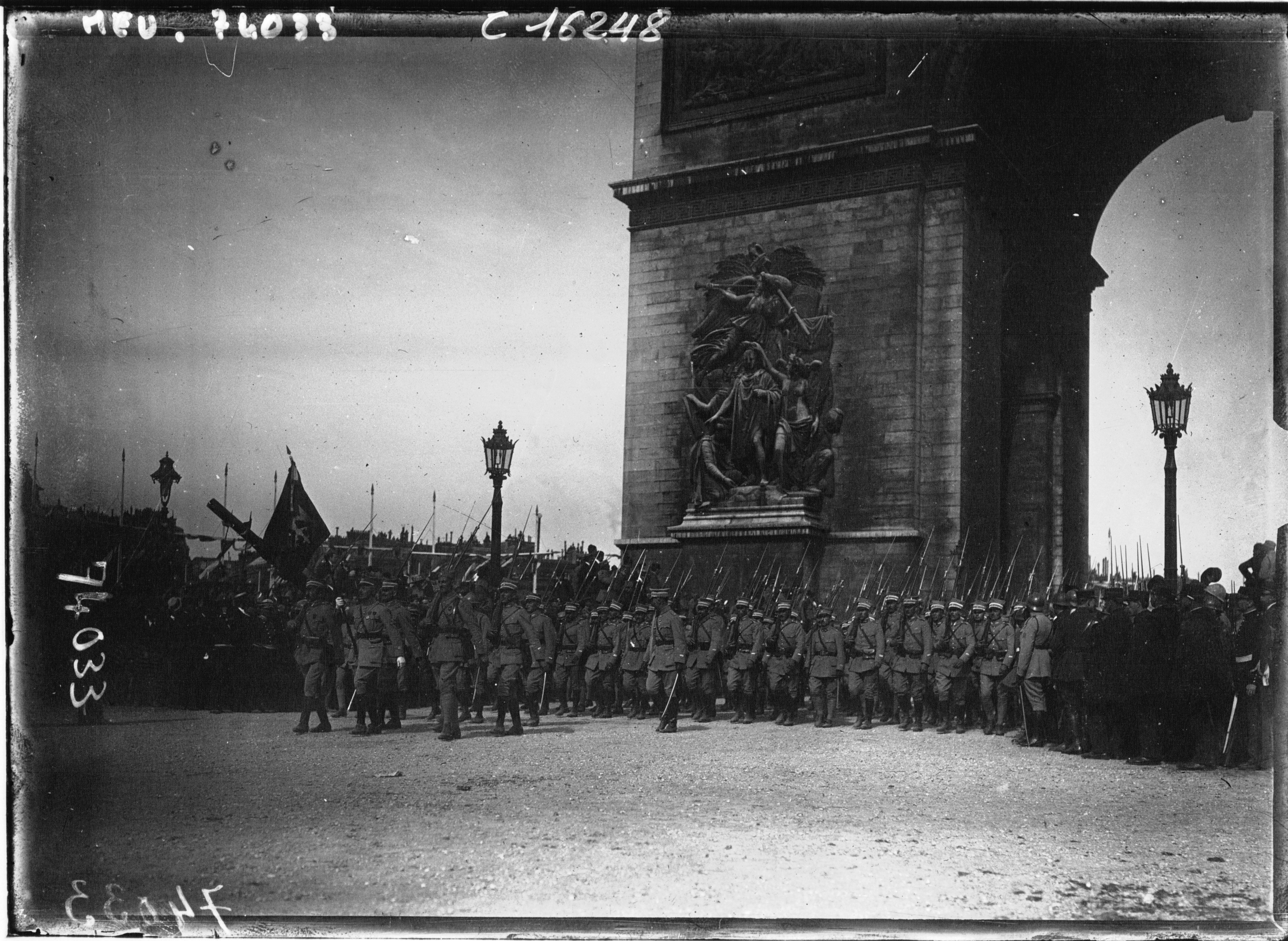
Polscy żołnierze pod Łukiem Triumfalnym podczas defilady

Défilé de la Victoire (pol. Defilada Zwycięstwa) – defilada która odbyła się 14 lipca 1919 roku w Paryżu z inicjatywy ówczesnego premiera Francji Georgesa Clemenceau, dla uczczenia zwycięstwa państw ententy nad państwami centralnymi w I wojnie światowej. 
Defilada zorganizowana w pierwsze powojenne Święto Narodowe Francji biegła od Porte Maillot do placu Republiki przez Avenue de la Grande-Armée, pod Łukiem Triumfalnym (Grób Nieznanego Żołnierza jeszcze wtedy nie istniał), Pola Elizejskie, plac Zgody, Rue Royale i Grands Boulevards. Na jej czele szło tysiąc okaleczonych francuskich żołnierzy, dowodzonych przez André Maginota, który został ranny w nogę w bitwie pod Verdun. Za nimi znajdowali się zwycięscy marszałkowie Ferdinand Foch, Joseph Joffre i Philippe Pétain na koniach, armie alianckie w porządku alfabetycznym (Amerykanie z generałem Johnem Pershingiem na czele, Belgowie, Brytyjczycy z marszałkiem polnym Douglasem Haigiem na czele, Czechosłowacy, Grecy, Hindusi, Japończycy, Portugalczycy, Rumuni, Serbowie, Syjamczycy i Włosi). W defiladzie wzięła również udział armia francuska (jednostki afrykańskie, żuawi i różne korpusy wojskowe). Defiladę zamknęły czołgi Renault FT.
Ważnym elementem defilady był złoty cenotaf o wadze 30 ton, wysokości 17,5 metra i szerokości 8 metrów, wykonany pod kierunkiem rzeźbiarza Antoine’a Sartorio, zainstalowany początkowo pod Łukiem Triumfalnym, a następnie przeniesiony niedaleko pomnika. Każda uskrzydlona postać cenotafu przedstawiała zwycięstwo. W pobliżu cenotafu znajdowała się piramida złożona ze zdobycznych niemieckich armat ułożonych w stos i zwieńczona przez zwycięskiego i dumnego galijskiego koguta.

## Udział Polaków w defiladzie
W defiladzie uczestniczyło około 200 polskich piechurów w polskich mundurach i ze sztandarem z polskim godłem. Stanisław Stroński który był wówczas członkiem Komitetu Narodowego Polski tak opisał polskich żołnierzy (pisownia oryginalna): 

Nagle (...) wśród nieprzerwanych okrzyków zabrzmiały jakieś dźwięki jaśniejsze jeszcze, szczególnie radosne, z bliskiego serca, tak się wybijające, jak czasem przenikliwe dzwonki srebrne wśród mosiężnych. Czyżby nagle już Francuzi? Nie, to biały orzeł na czerwonym polu i czapki rogate: to Polacy. (...) Burza oklasków się zerwała, tak się podniosły trybuny, tak się rozruszał tłum, tak zahuczało od okrzyków: Vive la Pologne!, że istotnie czuło się, iż rzesze francuskie witają Polaków niemal, jak zupełnie swoich (...) Mały zastęp polski szedł poważnie i w uroczystem niemal skupieniu. Inne wojska skończyły wojnę i wracają do domów. Nasze po wspólnych walkach na ziemi francuskiej i po przejściu w tym wielkim pochodzie narodów, w którym znów było Polacy, a nie było Niemców, Austriaków i Moskali, idą dalej w pole daleko na Wschodzie i końca ich znoju nie widać (wojna polsko-bolszewicka).